# Hrib pri Rožnem Dolu
Hrib pri Rožnem Dolu je naselje u slovenskoj Općini Semiču. Hrib pri Rožnem Dolu se nalazi u pokrajini Dolenjskoj i statističkoj regiji Donjoposavskoj regiji. 

## Stanovništvo
Prema popisu stanovništva iz 2002. godine naselje je imalo 0 stanovnika.